# Reuzenpaardenstaart
De reuzenpaardenstaart (Equisetum telmateia) is een vaste plant, die behoort tot de paardenstaartfamilie (Equisetaceae). De plant komt van nature voor in Europa tot aan de Kaspische Zee en in het westen van Noord-Amerika.

## Beschrijving
De plant wordt 30–180 cm hoog en vormt donkerbruine, knolvormende wortelstokken. De ivoorwitte, holle stengel is ongeveer 1 cm dik en heeft in dichte kransen schuin afstaande of iets overhangende, groene zijtakken. De holte is meer dan twee derde van de doorsnee van de stengel. De in kransen staande bladeren bestaan uit kleine schubben, waarbij de bleekgroene bladscheden met elkaar vergroeid zijn tot een los aanliggende stengelschede. De tot 2 cm lange, bleekgroene stengelscheden hebben priemvormige, bruine, smalvliezig gerande tanden.

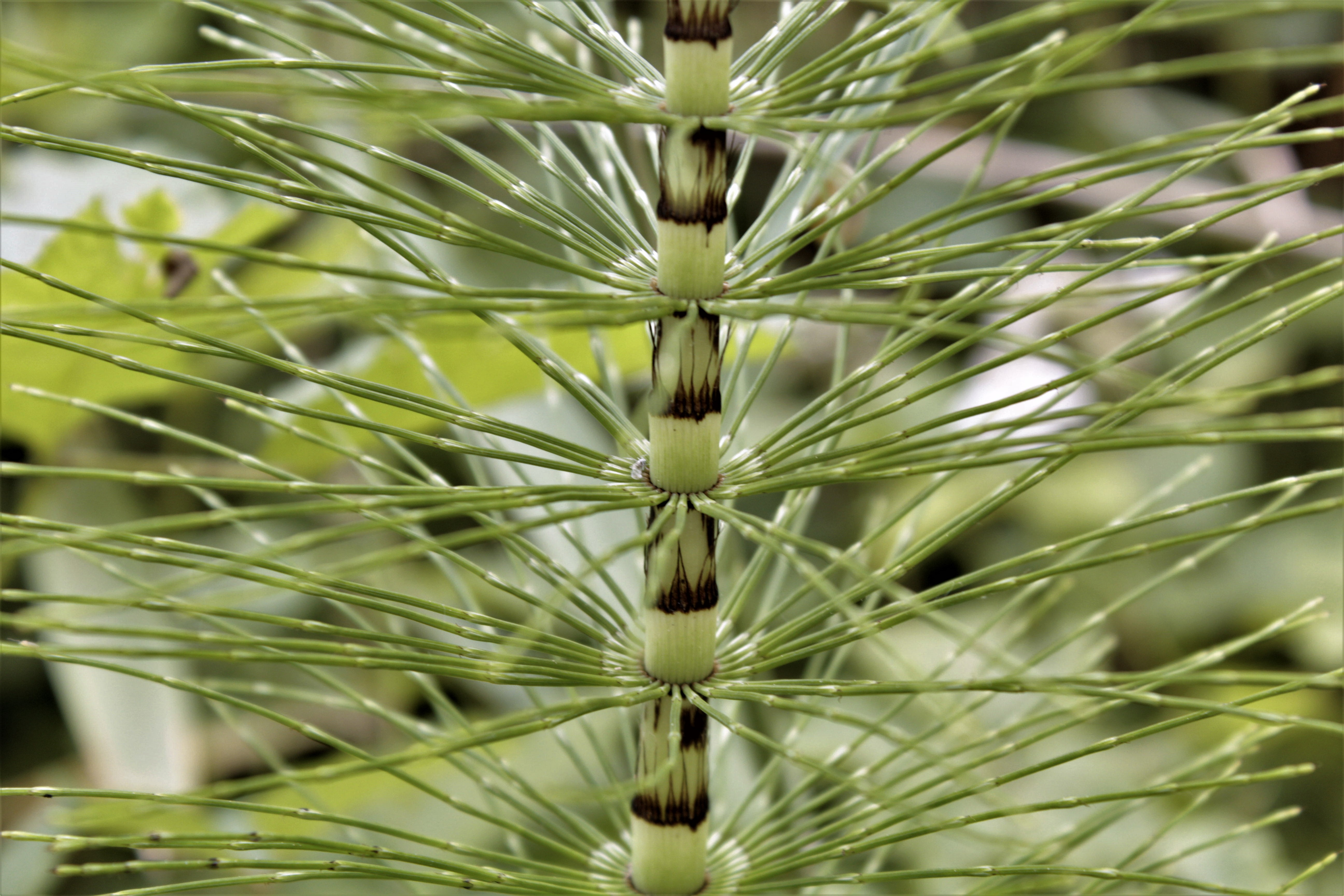
Infertiele stengel

In april en mei verschijnen er vóór de vegetatieve (infertiele) stengels de tot 50 cm lange generatieve  (fertiele of vruchtbare) stengels met op de top de tot 10 cm lange sporenaren. De stompe aar bestaat uit schubjes waar aan de binnenkant het sporangium met de sporen zich bevinden. Als de sporen rijp zijn sterven de generatieve stengels af.
De plant komt voor op natte, matig voedselrijke grond in het bijzonder bij kalkhoudende bronnen en kwel.